# KZTV
A KZTV egy francia műholdas televízióadó, a Kazé leányvállalata, amelyet 2009 július 1-jén alapított Cédric Littardi.

## Műsorai
- Á vos baguettes
- Beelzebub
- Black Lagoon
- Dantalian no soka
- Cool Guys, Hot Ramen
- Fate/stay night
- Fate/Zero
- Geek Inc.
- Guilty Crown
- Great Teacher Onizuka
- Hacukoi gentei
- InuYasha
- Kuragehime
- Mavaru Penguindrum
- Mirai nikki
- Mórecu Pirates
- Nidzsú menszó no muszume
- Nurarihjon no mago
- Pandora Hearts
- Persona 4: The Animation
- Playful Kiss
- Reborn!
- Rozen Maiden
- Rozen Maiden Traümend
- Shangri-La
- Siki
- Szaszami-szan@Ganbaranai
- Tamako Market
- Tendzsó tenge
- Tokió madzsin
- Tsubasa: Reservoir Chronicle
- Utavarerumono
- Vampire Knight
- Vampire Knight Guilty